# Historisches Kyōto (Kyōto, Uji und Ōtsu)
Das UNESCO-Weltkulturerbe Historisches Kyōto (Kyōto, Uji und Ōtsu) umfasst 17 Orte in Japan, die in den drei Städten Kyōto, Uji und Ōtsu liegen. Darunter sind dreizehn buddhistische Tempel, drei Shintō-Schreine und eine Burg. Auf den Grundstücken stehen 38 Gebäude, die von der japanischen Regierung als Nationalschätze Japans festgelegt wurden. Die UNESCO nahm die Orte 1994 in ihre Liste der Welterben auf. Als Begründung nennt die UNESCO den hohen Wert der Stätte für die Entwicklung der Architektur und insbesondere der Gartenkunst in Japan.
| Name | Typ                                    | Lage                                                   | Bild |
| --- | -------------------------------------- | ------------------------------------------------------ | ---- |
| Kamowakeikazuchi-Schrein (jap. 賀茂別雷神社, kamo wake-ikazuchi jinja)                                          | Shintō-Schrein                         | Kita-ku (Kyōto), 35° 3′ 37″ N, 135° 45′ 10″ O          |      |
| Kamomioya-Schrein (jap. 賀茂別雷神社, kamigamo jinja) oder Shimogamo-Schrein (jap. 下賀茂神社, shimogamo jinja) | Shintō-Schrein                         | Sakyō-ku (Kyōto), 35° 2′ 20″ N, 135° 46′ 21″ O         |      |
| Kyōōgokoku-ji (jap. 教王護国寺) oder Tō-ji (jap. 東寺)                                                          | Tempel der Shingon-Schule              | Minami-ku (Kyōto), 34° 58′ 51,5″ N, 135° 44′ 48″ O     |      |
| Kiyomizu-dera (jap. 清水寺)                                                                                     | Tempel                                 | Higashiyama-ku (Kyōto), 34° 59′ 41,4″ N, 135° 47′ 6″ O |      |
| Enryaku-ji (jap. 延暦寺)                                                                                        | Tempel der Tendai-Schule               | Ōtsu, 35° 4′ 13,6″ N, 135° 50′ 27,3″ O                 |      |
| Daigo-ji (jap. 醍醐寺)                                                                                          | Tempel der Shingon-Schule              | Fushimi-ku (Kyōto), 34° 57′ 3,6″ N, 135° 49′ 10,5″ O   |      |
| Ninna-ji (jap. 仁和寺)                                                                                          | Tempel der Shingon-Schule              | Ukyō-ku (Kyōto), 35° 1′ 51,6″ N, 135° 42′ 49,6″ O      |      |
| Byōdō-in (jap. 平等院)                                                                                          | Tempel                                 | Uji (Kyōto), 34° 53′ 21,5″ N, 135° 48′ 27,7″ O         |      |
| Ujigami-Schrein (jap. 宇治上神社)                                                                               | Shintō-Schrein                         | Uji (Kyōto), 34° 53′ 31″ N, 135° 48′ 41″ O             |      |
| Kōzan-ji (jap. 高山寺)                                                                                          | Tempel der Shingon-Schule              | Ukyō-ku (Kyōto), 35° 3′ 36,4″ N, 135° 40′ 42,8″ O      |      |
| Saihō-ji (jap. 西芳寺) oder Koke-dera (jap. 苔寺)                                                               | Tempel von Rinzai                      | Nishikyō-ku (Kyōto), 34° 59′ 31,1″ N, 135° 40′ 59,9″ O |      |
| Tenryū-ji (jap. 天龍寺)                                                                                         | Tempel der Tenryū-Schule von Rinzai    | Ukyō-ku (Kyōto), 35° 0′ 57,5″ N, 135° 40′ 25,6″ O      |      |
| Kinkaku-ji (jap. 金閣寺) oder Rokuon-ji (jap. 鹿苑寺)                                                           | Tempel von Rinzai                      | Kita-ku (Kyōto), 35° 2′ 21,9″ N, 135° 43′ 45,7″ O      |      |
| Jishō-ji (jap. 慈照寺) oder Ginkaku-ji (jap. 銀閣寺)                                                            | Tempel                                 | Sakyō-ku (Kyōto), 35° 1′ 36,8″ N, 135° 47′ 53,7″ O     |      |
| Ryōan-ji (jap. 竜安寺)                                                                                          | Tempel der Myōshinji-Schule von Rinzai | Ukyō-ku (Kyōto), 35° 2′ 4,2″ N, 135° 43′ 5,7″ O        |      |
| Nishi Hongan-ji (jap. 西本願寺)                                                                                 | Jodo Shinshu-Schule des Buddhismus     | Shimogyō-ku (Kyōto), 34° 59′ 31,4″ N, 135° 45′ 5,8″ O  |      |
| Nijō-jō (jap. 二条城)                                                                                           | Burg                                   | Nakagyō-ku (Kyōto), 35° 0′ 51″ N, 135° 44′ 51″ O       |      |